# Dipaenae contenta
Dipaenae contenta là một loài bướm đêm thuộc phân họ Arctiinae, họ Erebidae.